# باك نام-تشول (لاعب كرة قدم مواليد 1988)
باك نام-تشول (بالإنجليزية: Pak Nam-Chol)‏ (مواليد 3 أكتوبر 1988 في كوريا الشمالية) هو لاعب كرة قدم كوري شمالي يلعب حالياً لصالح نادي أمهوكغانغ الكوري الشمالي.

## وصلات خارجية
- باك نام تشول على موقع الاتحاد الدولي (مؤرشف)  (الإنجليزية)
- باك نام تشول على موقع قاعدة بيانات كرة القدم.إي يو (الإنجليزية)
- باك نام تشول على موقع ناشيونال فوتبول تيمز (الإنجليزية)
- باك نام تشول على موقع Soccerway.com (الإنجليزية)